# Llista de monuments de Selva
|  | No s'ha de confondre amb Llista de monuments de la Selva. |

Llista de monuments de Selva catalogats pel consell insular de Mallorca com a Béns d'Interès Cultural en la categoria de monuments pel seu interès històric, artístic, arquitectònic, arqueològic, històric-industrial, etnològic, social, científic o tècnic.
| Monument                                                                   | Tipus                | Localització      | Coordenades                                          | Codi?         | Imatge |
| -------------------------------------------------------------------------- | -------------------- | ----------------- | ---------------------------------------------------- | ------------- | --- |
| Església parroquial de Sant Llorenç                                        | Edif. religiosos     | Selva Plaça Major | 39° 45′ 18″ N, 2° 54′ 04″ E / 39.755091°N,2.901074°E | RI-51-0005024 | Església parroquial de Sant Llorenç (Selva) · Vegeu més fotos d'aquest monument · Carregueu una nova foto d'aquest monument |
| Creu de Can Costa                                                          | Creus de terme       | Selva             | 39° 45′ 19″ N, 2° 54′ 08″ E / 39.755191°N,2.902117°E | RI-51-0010398 | Creu de Can Costa (Selva) · Vegeu més fotos d'aquest monument · Carregueu una nova foto d'aquest monument                   |
| Creu de Valella                                                            | Creus de terme       | Selva             | 39° 45′ 09″ N, 2° 53′ 55″ E / 39.752431°N,2.898561°E | RI-51-0010399 | Creu de Valella (Selva) · Modifica el valor a Wikidata · Carregueu una nova foto d'aquest monument                          |
| Creu de Llevant                                                            | Creus de terme       | Selva             | 39° 45′ 55″ N, 2° 56′ 14″ E / 39.765172°N,2.937281°E | RI-51-0010400 | Carregueu una nova foto d'aquest monument                                                                                   |
| Sa Creu                                                                    | Creus de terme       | Selva             | 39° 46′ 07″ N, 2° 54′ 08″ E / 39.768707°N,2.902145°E | RI-51-0010401 | Carregueu una nova foto d'aquest monument                                                                                   |
| Creu de Camarata                                                           | Creus de terme       | Selva             | 39° 45′ 21″ N, 2° 54′ 16″ E / 39.755905°N,2.904381°E | RI-51-0010402 | Carregueu una nova foto d'aquest monument                                                                                   |
| Rotes de Caimari                                                           | Constr. etnològiques | Selva             | 39° 46′ 54″ N, 2° 53′ 43″ E / 39.781567°N,2.895178°E | RI-54-0000256 | Rotes de Caimari (Selva) · Vegeu més fotos d'aquest monument · Carregueu una nova foto d'aquest monument                    |
| Binibona / sa Comuna                                                       | Monument arqueològic | Selva             | 39° 47′ 04″ N, 2° 54′ 51″ E / 39.784511°N,2.914245°E | RI-51-0002886 | Carregueu una nova foto d'aquest monument                                                                                   |
| Es Castellet                                                               | Monument arqueològic | Selva             | 39° 47′ 30″ N, 2° 55′ 23″ E / 39.791787°N,2.922993°E | RI-51-0002887 | Carregueu una nova foto d'aquest monument                                                                                   |
| Necròpolis de Cas Xoroc                                                    | Monument arqueològic | Selva             |                                                      | RI-51-0002888 | Carregueu una nova foto d'aquest monument                                                                                   |
| Cova de sa Coma Llarga / Cova Negra                                        | Monument arqueològic | Selva             | 39° 47′ 51″ N, 2° 54′ 42″ E / 39.797636°N,2.911540°E | RI-51-0002889 | Carregueu una nova foto d'aquest monument                                                                                   |
| Cova de sa Coma Llarga / Cova de ses Dues Boques                           | Monument arqueològic | Selva             |                                                      | RI-51-0002890 | Carregueu una nova foto d'aquest monument                                                                                   |
| Turó fortificat de ses Figueroles / Puig des Castellot                     | Monument arqueològic | Selva             | 39° 48′ 31″ N, 2° 54′ 22″ E / 39.808535°N,2.906142°E | RI-51-0002891 | Carregueu una nova foto d'aquest monument                                                                                   |
| Resta prehistòrica des Fornassos / sa Torrentera                           | Monument arqueològic | Selva             | 39° 46′ 08″ N, 2° 53′ 58″ E / 39.768794°N,2.899434°E | RI-51-0002892 | Carregueu una nova foto d'aquest monument                                                                                   |
| Cova dels Horts / es Comellar                                              | Monument arqueològic | Selva             | 39° 46′ 33″ N, 2° 53′ 34″ E / 39.775744°N,2.892770°E | RI-51-0002893 | Carregueu una nova foto d'aquest monument                                                                                   |
| Turó fortificat del puig de ses coves d'en Galileu / Oratori de Cristo Rei | Monument arqueològic | Selva             | 39° 44′ 50″ N, 2° 53′ 48″ E / 39.747276°N,2.896783°E | RI-51-0002894 | Carregueu una nova foto d'aquest monument                                                                                   |
| Resta prehistòrica de Son Canals                                           | Monument arqueològic | Selva             | 39° 43′ 29″ N, 2° 52′ 14″ E / 39.724616°N,2.870561°E | RI-51-0002895 | Carregueu una nova foto d'aquest monument                                                                                   |
| Talaiot de Son Odre                                                        | Monument arqueològic | Selva             | 39° 43′ 56″ N, 2° 53′ 04″ E / 39.732289°N,2.884550°E | RI-51-0002896 | Carregueu una nova foto d'aquest monument                                                                                   |